# Brodek u Prostějova
Brodek u Prostějova es una ciudad del Distrito de Prostějov, Región de Olomouc en la República Checa y tiene cerca de 1500 habitantes.